# Pozol
Il Pozol, dal Nahuatl “pozolli” (schiumoso), è un cibo ottenuto da una masa di mais cotto e fermentato in uso in Messico e in America Centrale.

## Origine
Il pozol è stato il cibo tradizionale corrente di Inca, Maya ed Aztechi secoli prima della dominazione spagnola. Di enorme valore e di importanza fondamentale per la normale alimentazione, aveva un grande significato sacro e cerimoniale.
Il tentativo di forzata sostituzione del mais con il frumento, ha significato un'imposizione civile e religiosa da parte dei dominatori di religione cristiana, ed è apparso poco comprensibile alle popolazioni locali.
Il pozol continua comunque a essere cibo importante per gli attuali Maya, Chontali, Lacandoni, Tzeltali, Tzotzili, Tojolabali, Zoque, Chamula, Mame e Zapotechi. 
Il pozol non è solo importante e usato come comune cibo "di valore", ma anche come materia prima di bevande energetiche, curative e di supporto, e per la prevenzione di malattie come le infezioni intestinali e le parassitosi. Fondamentale è la funzione di sostegno in caso di febbri o malattie.
Il pozol non ha una connotazione relativa ad un ceto sociale, ma è consumato da tutte le classi sociali.

## Il Nixtamal
Condizione preliminare della preparazione del Pozol è la preparazione del Nixtamal, un preparato di semi di mais bolliti con acqua e calce.
Il Nixtamal, bollito e lavato con acqua fresca, è macinato in una pasta omogenea e raccolto in una massa pastosa, avvolta con foglie di banano. Dato che la nixtamalizzazione (bollitura con calce) produce una sterilizzazione, l'inoculo dei fermenti per la fermentazione avviene nelle fasi successive di lavaggio e di macinazione.

## La fermentazione
La fermentazione, (acida, non alcolica), dura un periodo variabile da uno a 14 giorni, i tempi dipendono da condizioni di temperatura e dal tipo di prodotto che si intende ottenere, dato che il prolungamento della fermentazione accentua il sapore acido del prodotto.
La microbiologia del pozol è governata inizialmente da batteri, lieviti e miceti che sono responsabili del repentino abbassamento del pH.
Sono prevalenti i Lattobacilli, aerofili mesofili, ed enterobatteri; con la sostanziale diminuzione del pH a 4,6 prevalgono i Lattobacilli, lieviti e miceti.
Lieviti come Tricosporum, Candida, Hansenula, e Saccaromyces sono ordinariamente presenti.
Miceti come Cladosporium, Monilia, Mucor, si insediano in superficie a mano a mano che il Ph si abbassa, dando un aspetto gelatinoso alla massa; la possibilità di colonizzazione da miceti diversi è però molto ampia.
Tra i batteri: Bacillus, Paracolobactrum, Agrobacterium, Pseudomonas, Escherichia coli, Klebsiella, Alkaligenes.
Il particolare Agrobacterium azotofilum e Klebsiella pneumonie, hanno un'interessante attività di fissazione dell'azoto atmosferico, in particolare l'A. azotofilum ha manifestato una spiccata attività antagonista nei confronti della crescita di muffe, anche se probabilmente è la semplice realizzazione ed il mantenimento di un ambiente acido ad essere determinante.
La funzione azotofissatrice di Agrobacterium è di notevolissimo rilievo per il miglioramento e l'arricchimento proteico del pozol.
Il perfezionamento dell'aroma ed il sostanziale miglioramento delle caratteristiche del pozol sono dovute alla sequenza di fermentazioni ed alla presenza di miceti, le fermentazioni producono l'evoluzione del pH, dal 5,7 della granella, al 7,5 dopo alla nixtamalizzazione, che scende a 6,9 nella massa prima della fermentazione, ed a 3,5 dopo nove, dieci giorni di fermentazione.
Si ha dunque, come caratteristica, uno spiccato sapore acido finale.

## Effetto della fermentazione
L'incremento di proteine pregiate in aminoacidi freschi ottenuto da fermentazione di nixtamal è notevolissimo, ma anche per le vitamine è rilevante l'aumento di niacina, riboflavina, lisina, triptofano, non trascurabile è il miglioramento delle caratteristiche organolettiche.
In prodotti invece ottenuti da fermentazione di granella “non nixtamal” si ottengono in maggior misura tiamina e fosforo, ma notevolmente meno in altri composti.
I componenti del prodotto finale, partendo da macinato di granella “nixtamal” o da granella normale, sono quindi sensibilmente diversi.
È probabile che con la nixtamalizzazione o si attivino reazioni e trasformazioni dirette, non altrimenti ottenibili; ovvero si attivino fermentazioni successive indotte diverse.
Nel pozol in fermentazione sono certamente presenti in origine batteri patogeni di ogni sorta. 
Le violente variazioni di pH e gli effetti di sovrapposizione ed inibizione reciproca di ceppi batterici acidofili, che alla fine prevalgono, inducono evidentemente alla fine la repressione e distruzione dei ceppi batterici patogeni e delle loro tossine, dall'uso ormai millenario del prodotto, usando le procedure corrette, non si è mai avuto alcun tipo di problema.

## Consumo
La pasta fermentata è distribuita in panetti da un ettogrammo ad un chilo di peso, (che sono le porzioni di consumo) ed è diluita con acqua in rapporto pozol/acqua di 1 a 2, o 1 a 3.
La crema biancastra che si ottiene è un cibo base tradizionale per estese popolazioni; alla crema sono aggiunti, secondo il cibo che si vuole ottenere, sale, peperoncino tostato e macinato, ovvero zucchero o miele.
Dal punto di vista nutrizionale possono essere anche aggiunte paste ottenute dalla macinazione della noce di cocco o di fave (semi) di cacao, tali aggiunte migliorano il contenuto in acidi grassi (oli) ed altri aminoacidi.
Con maggiori diluizioni del pozol in acqua si ottiene tutta una serie di bevande-cibo (dissetanti e nutrienti) che sono in comune uso, ma che sono soprattutto frequentemente usate nel lavoro dei campi, o per supporto nei viaggi.
Il consumo è molto diffuso in Messico, in Chiapas, Tabasco, Campeche ed Yucatán.
Un consumo meno importante ma consistente è anche nella regione di Veracruz, Oaxaca ed in Guatemala.
Gli attuali nativi hanno conservato, nonostante tutto, un grande rispetto per tale loro cibo, e lo offrono ritualmente nelle cerimonie tradizionali della fioritura, maturazione, e stagione di raccolta del mais.

## Notazione di rilievo
Il pozol (o pozole) è solo uno dei tanti cibi ottenuti, in modo complesso, spesso con fermentazioni, da un cereale (in questo caso il mais), in Centro America; questi cibi sono, a loro volta, solo alcuni fra quelli ottenuti da procedimenti analoghi in tutto il resto del mondo, come ad esempio la birra in Mesopotamia e il whisky in Scozia, il miso in Giappone e il pane classico, ottenuto per fermentazione dell'impasto (lievitazione).
Il pozol è un cibo equilibrato ed abbastanza completo.
L'avere trascurato, in Europa e in Italia, quanto connesso all'uso alimentare del mais nelle terre di origine, che è stato invece importato e adottato come cibo prevalente semplicemente bollito, ha prodotto nei secoli scorsi in Europa, e in particolare in Italia, il flagello della pellagra, che ha provocato migliaia di morti. Ciò fu dovuto soprattutto all'elevata disponibilità del mais e quindi al suo basso costo, che lo rendeva accessibile anche a quella parte, tutt'altro che numericamente trascurabile, che viveva di un reddito molto basso. In effetti, la pellagra è causata dalla carenza o dal mancato assorbimento di vitamine del gruppo B, niacina (vitamina PP), o di triptofano, amminoacido necessario per la sua sintesi. Questa vitamina è presente in genere nei prodotti freschi quali latte, verdure e carne, di scarsa capacità di conservazione e anche di prezzo allora elevato. È stata una patologia frequente tra le popolazioni che facevano esclusivo uso della polenta di sorgo o di mais come alimento base. La causa della diffusione della pellagra quindi non è stata dovuta all'eccessivo uso del mais bensì al suo continuo e pressocchè unico utilizzo come cibo.

## Galleria d'immagini

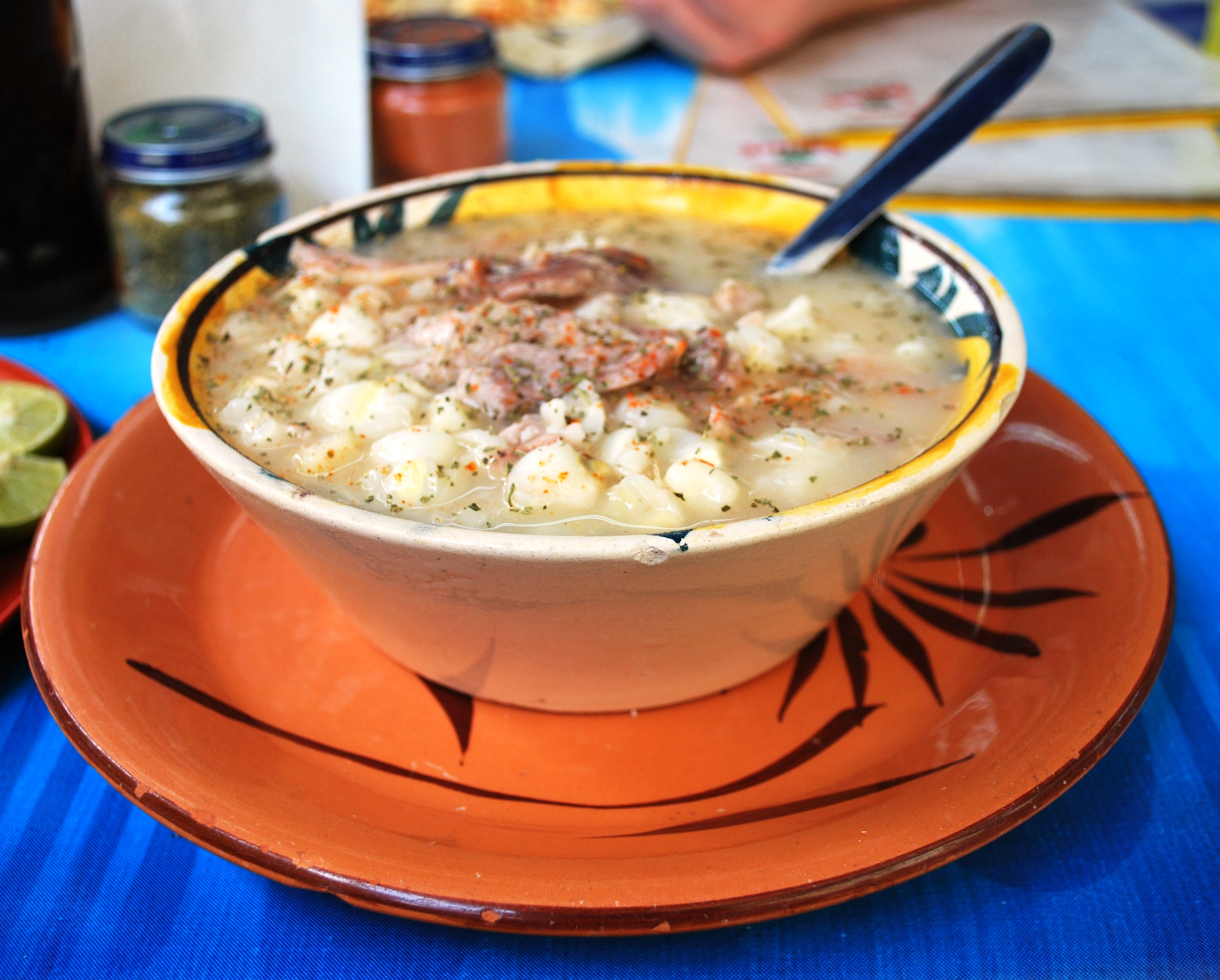
Pozol bianco
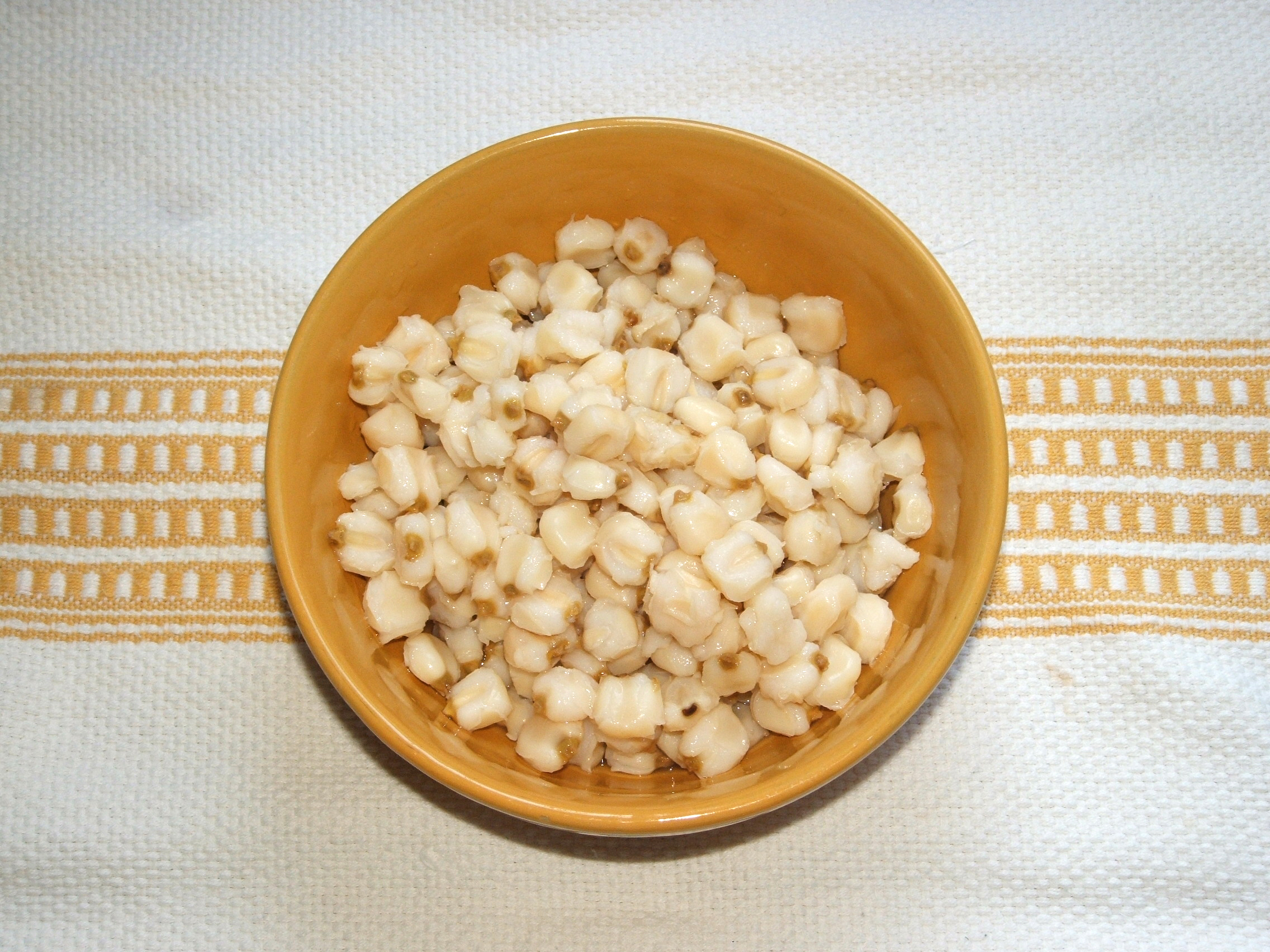
Hominy cotto
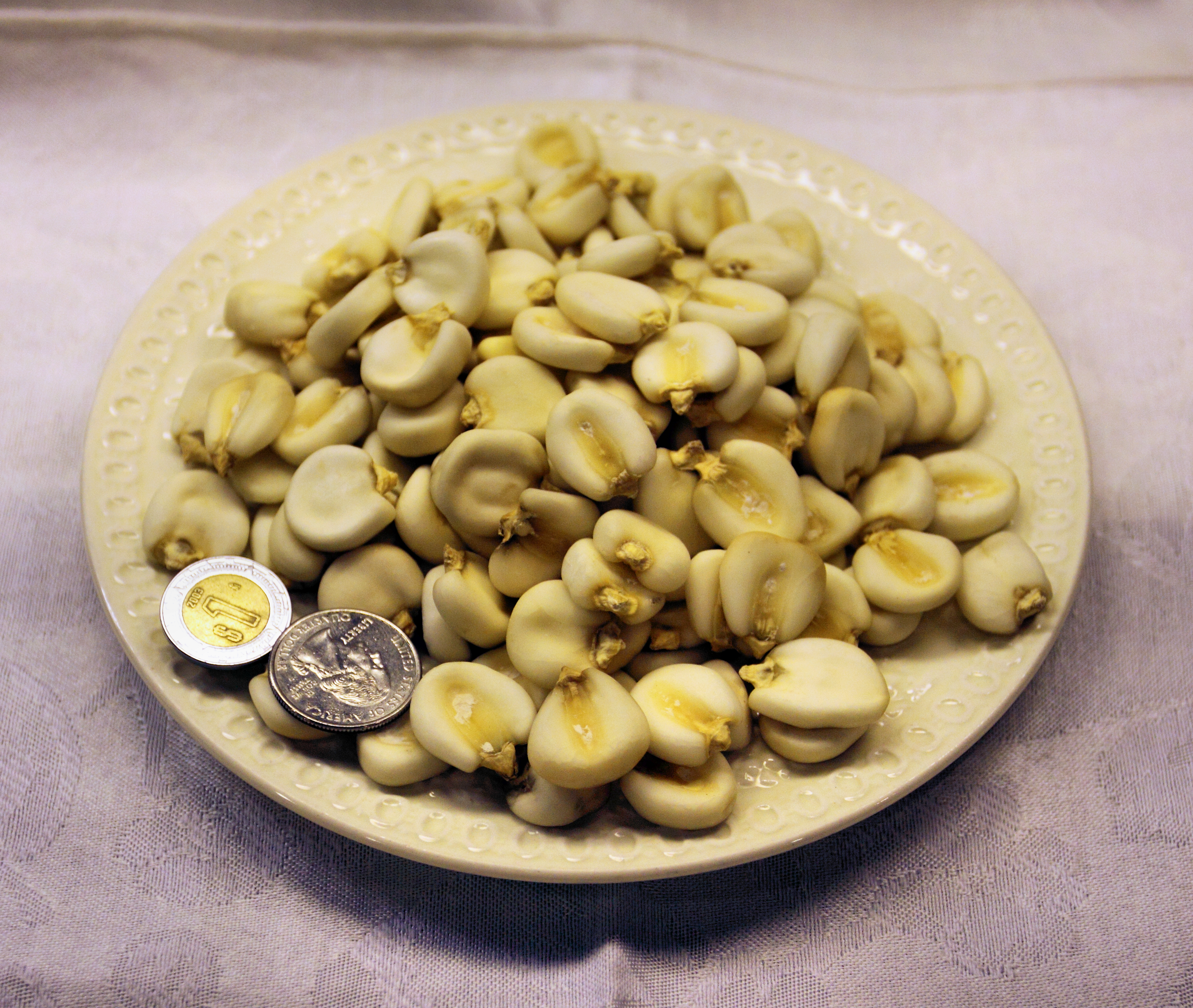
L'hominy[1] disseccato può essere usato per preparare il pozol, ma deve essere seccato e cotto.
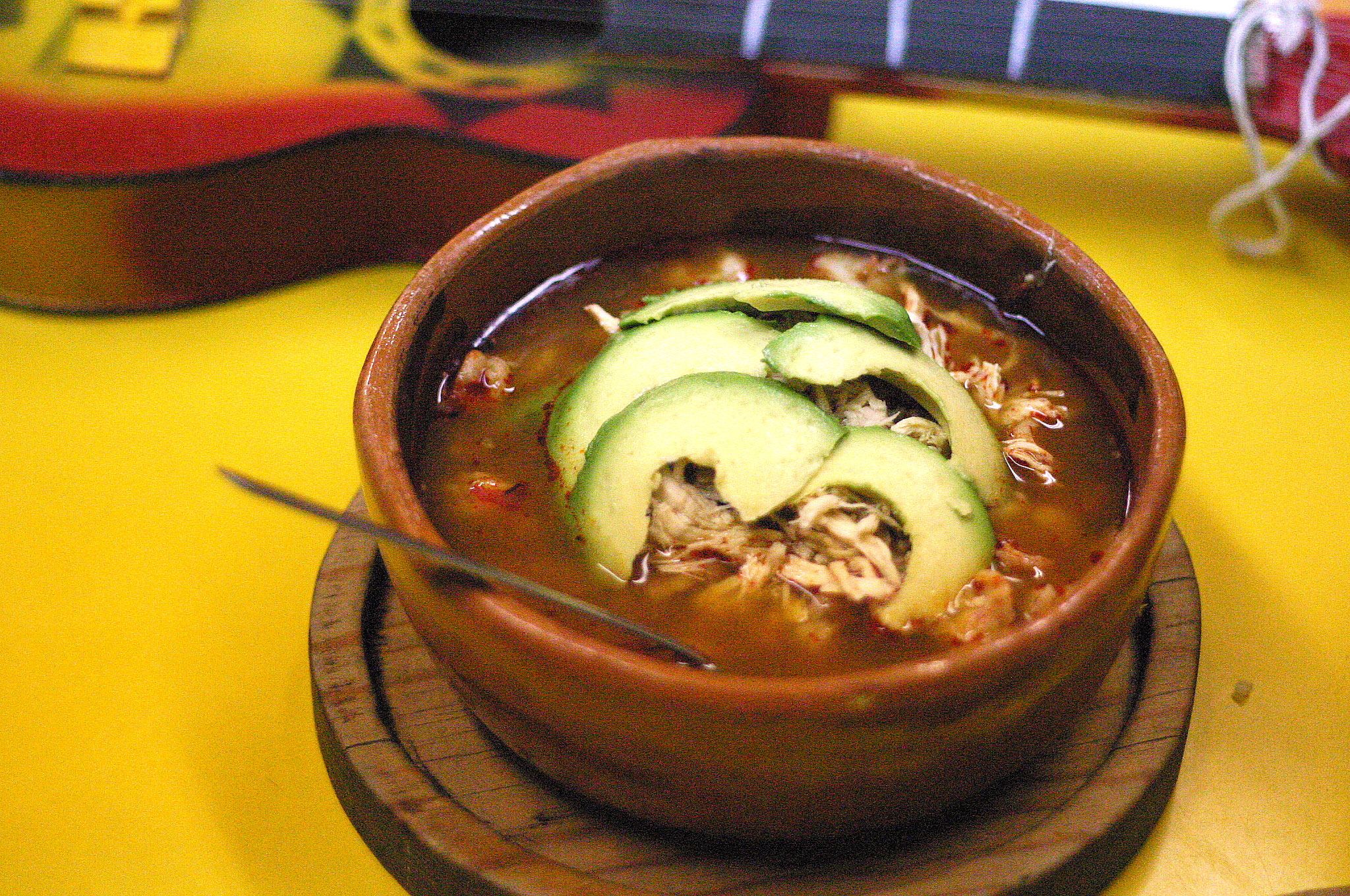
Pozol ricoperto da fette di avocado
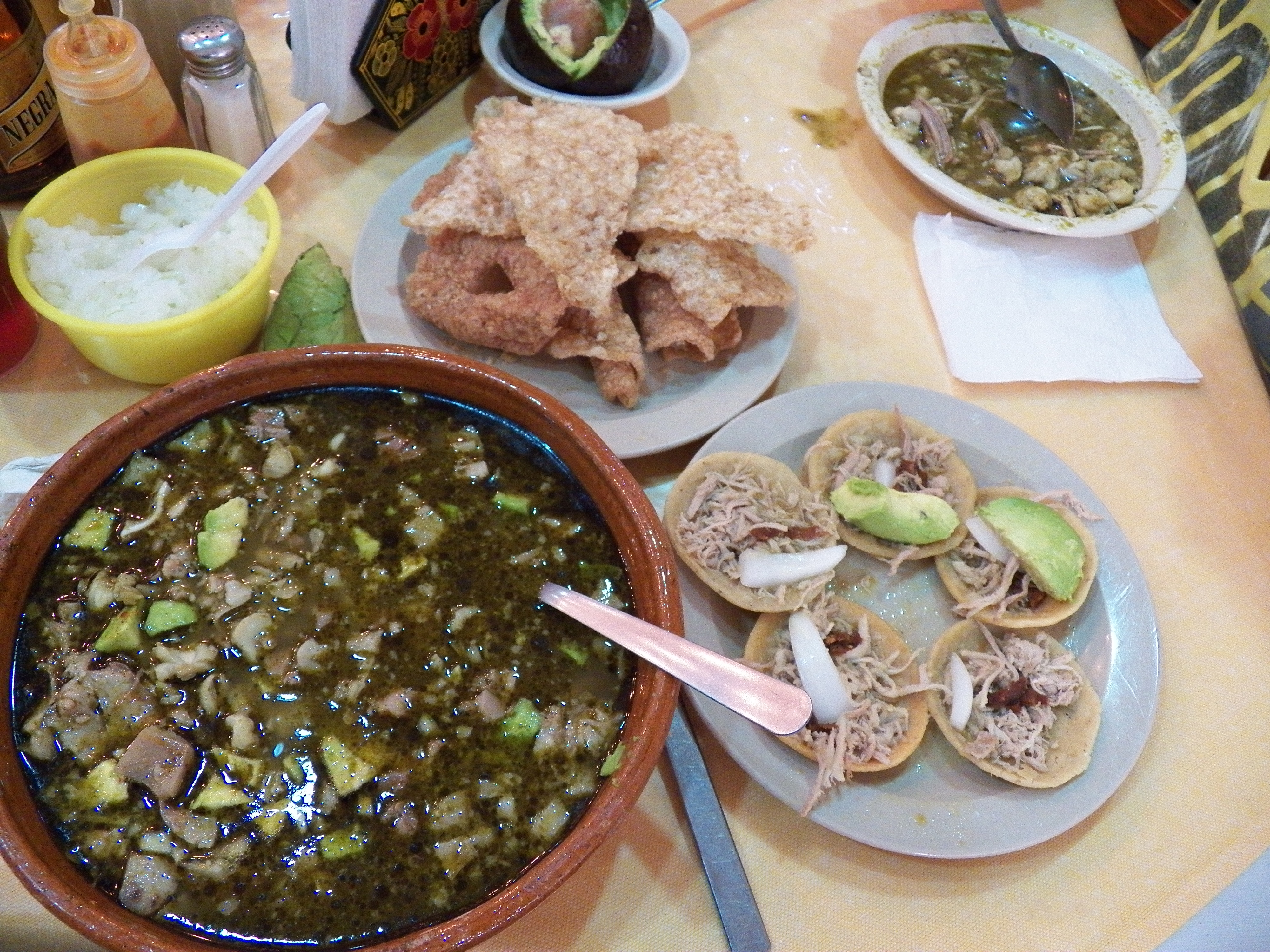
Pozol verde, cotto alla maniera in uso nello Stato messicano di Guerrero
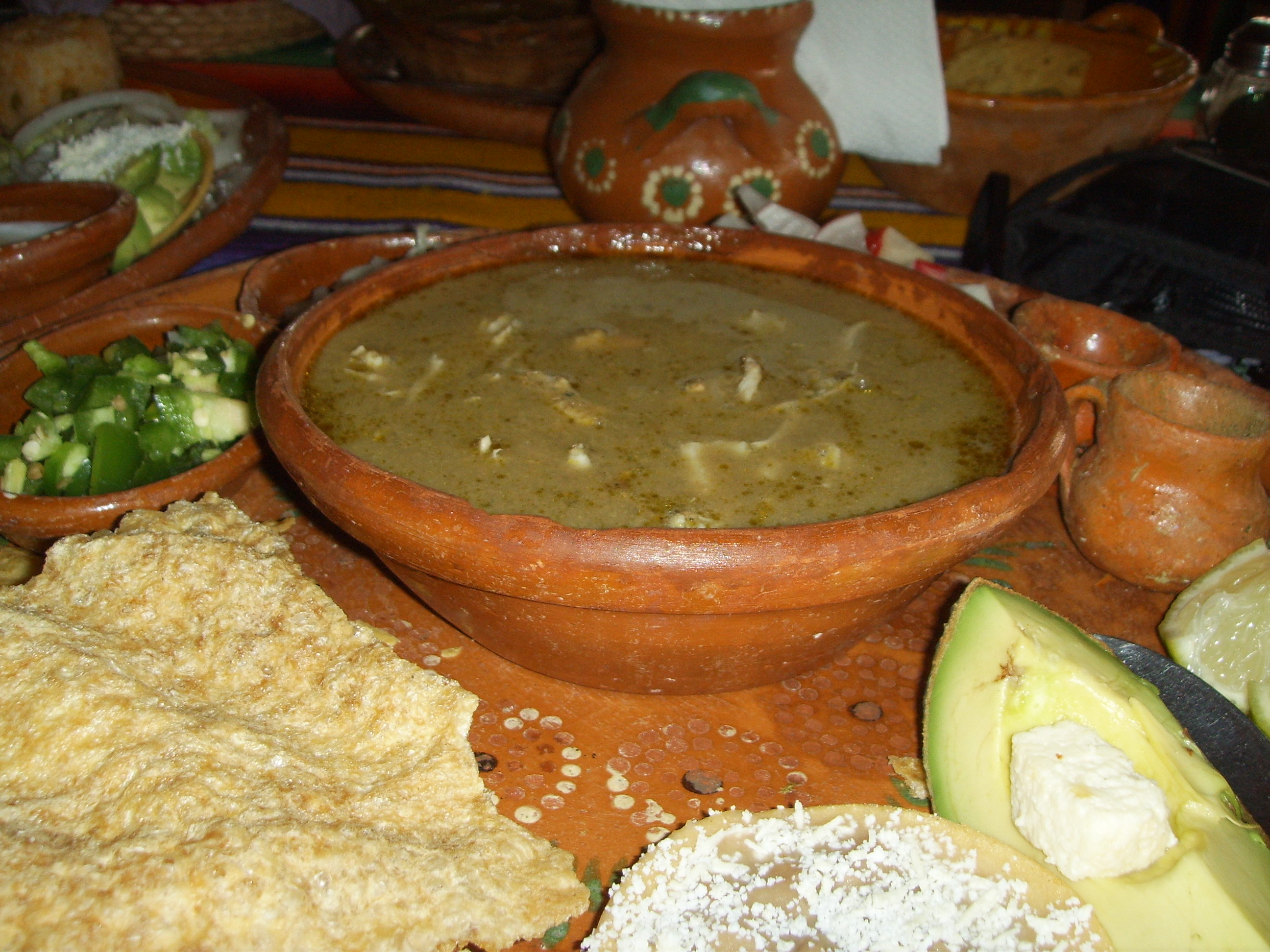
Pozole verde, con condimenti, servito a Zihuatanejo (Guerrero)
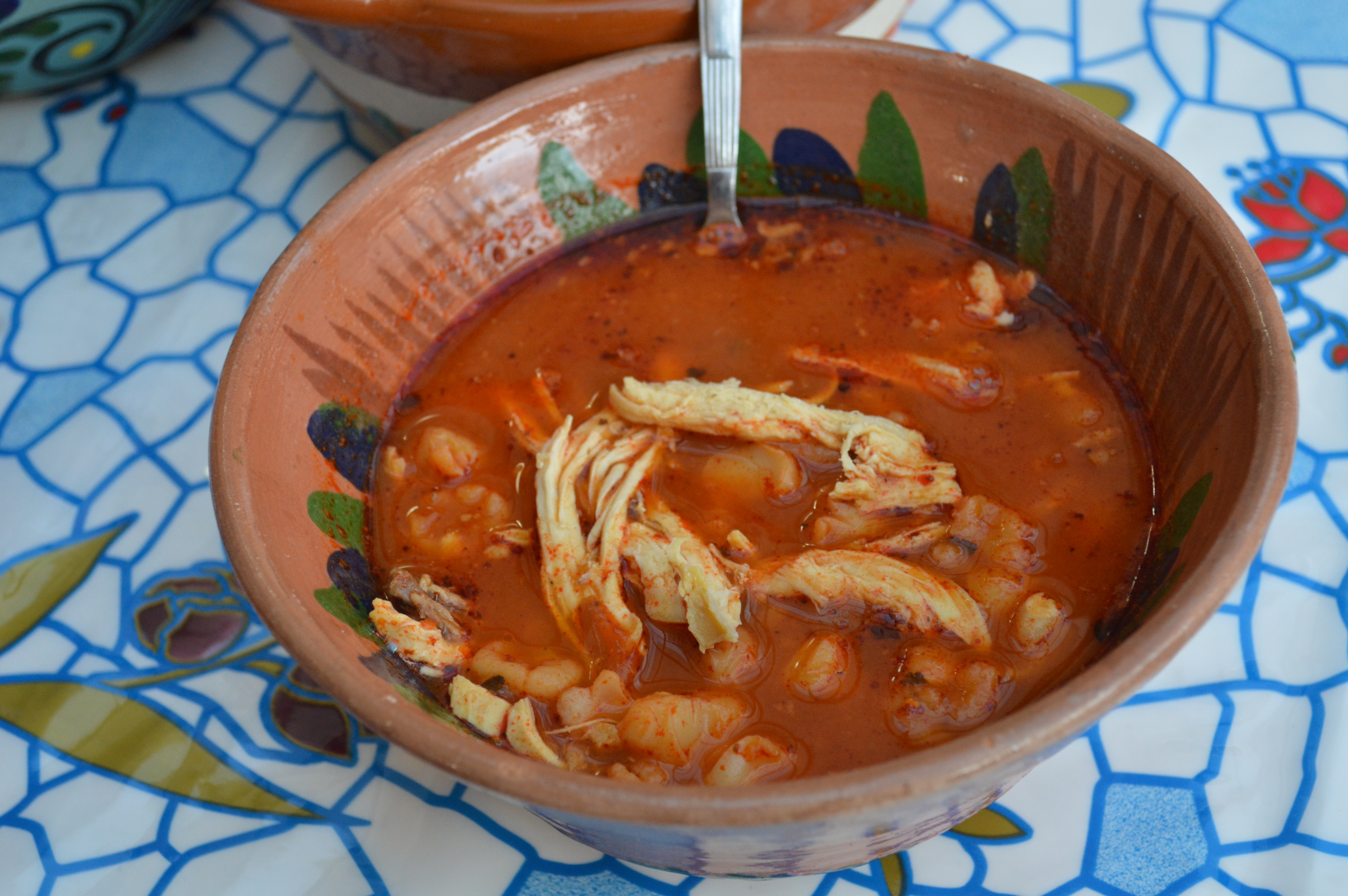
Pozol rosso, servito a Città del Messico
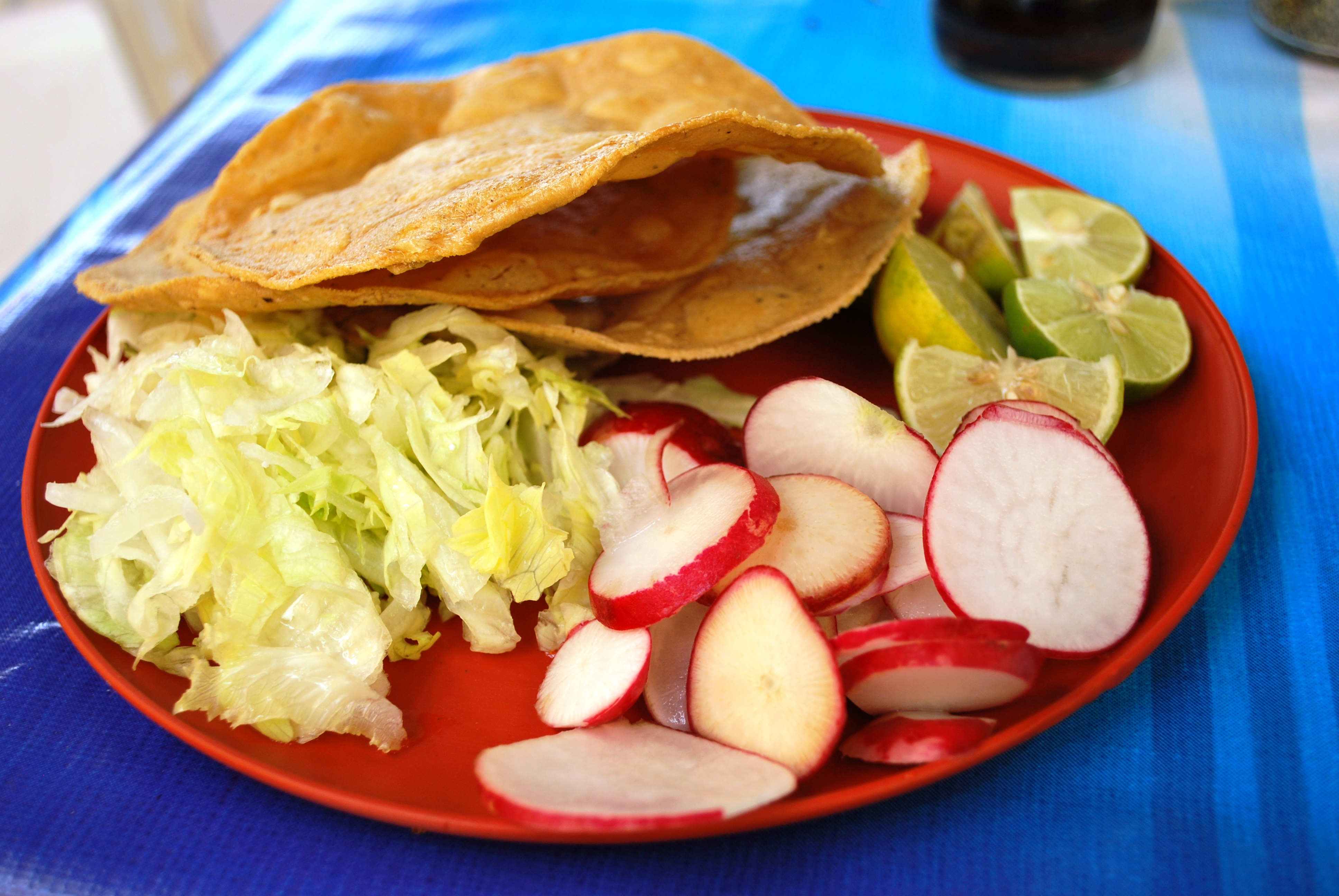
Un piatto di condimenti per pozol
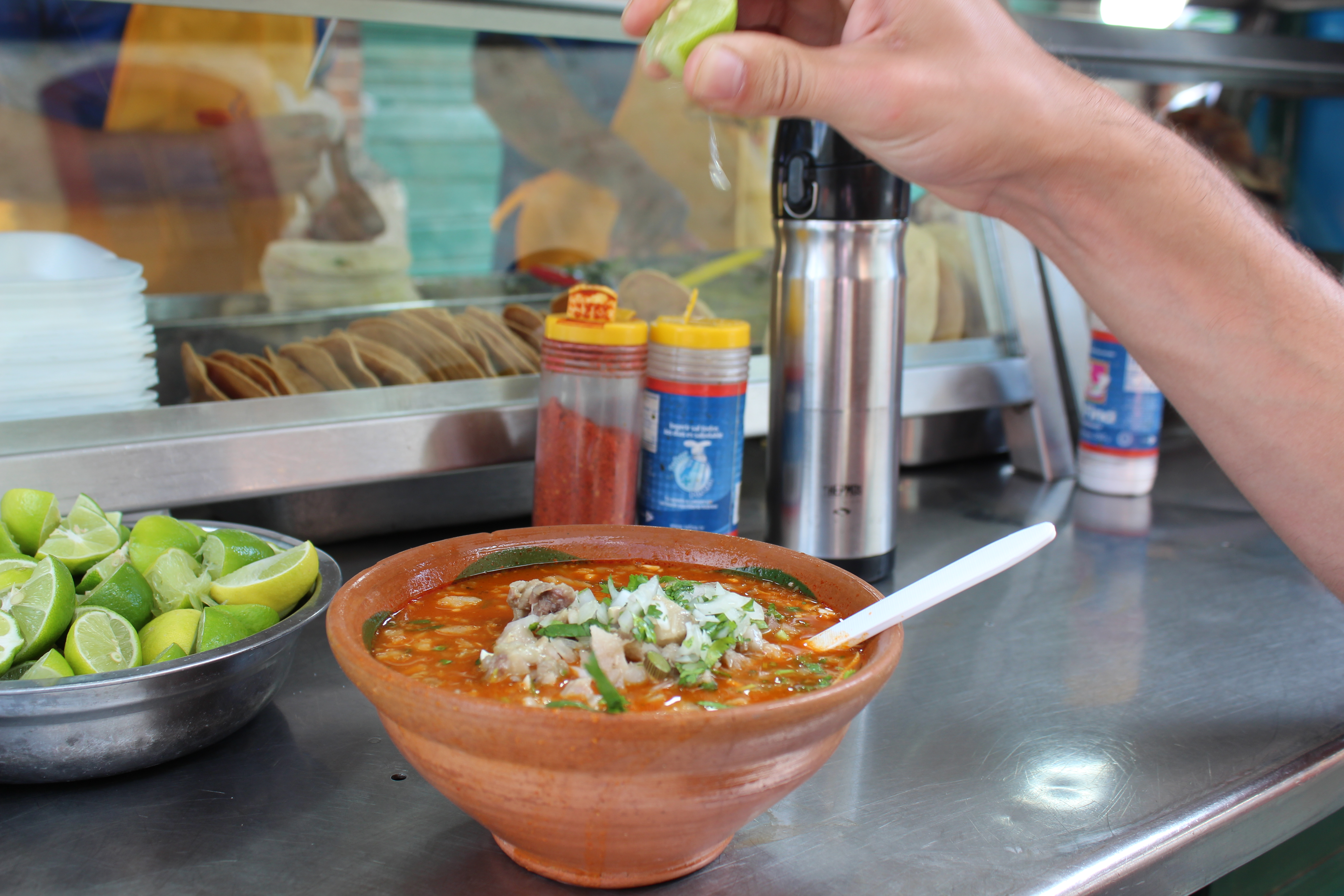
Pozol rosso, servito a Oaxaca de Juárez